# ݪ
ݪ حرف من الحروف الإضافية في الأبجدية العربية. يضاف هذا الحرف إلى الأبجدية العربية لترجمة بعض الأحرف الأجنبية ترجمة صوتية. ويستخدم هذا الحرف في اللغة الماروارية لتمثيل صوتٍ رفرفيٍ أفقيٍ رجعي، وفي اللغة الكالامية لتمثيل احتكاك أفقيٍ لا صوت له.

## الكتابة
| الموقع من الكلمة: | معزول | بدائي | وسطي | نهائي |
| ----------------- | ----- | ----- | ---- | ----- |
| شكل الحرف:        | ݪ     | ݪـ    | ـݪـ  | ـݪ    |